# 科隆比讷河
科隆比讷河（法語：Colombine，發音：[kɔlɔ̃bin] ⓘ）是法国勃艮第-弗朗什-孔泰大区上索恩省的河流，是迪尔容河的左支流，长31.2千米，发源自当伯努瓦莱科隆布，于沃苏勒流入迪尔容河。